# Gustav Stein von Kamienski
Gustav Ferdinand Stein von Kamienski (* 22. Dezember 1791 in Berent; † 15. September 1875 in Königsberg) war ein preußischer Generalmajor.

## Leben

### Herkunft
Gustav war ein Sohn des Regierungspräsident von Bromberg Johann Salomo Stein von Kaminski (1762–1828) und dessen Ehefrau Karoline Dorothea, geborene Diehm (1771–1838). Sein älterer Bruder Karl (1789–1872) war preußischer Generalleutnant.

### Militärkarriere
Kamienski trat am 20. April 1805 als Gefreiterkorporal in das Infanterieregiment „von Chlebowsky“ der Preußischen Armee ein und avancierte bis Januar 1806 zum Fähnrich. Als solcher nahm er 1806/07 an der Verteidigung gegen Frankreich teil. Nach dem Frieden von Tilsit wurde Kamienski als Sekondeleutnant im 1. Schlesischen Infanterie-Regiment angestellt. Mitte August 1808 aggregierte man ihn zunächst dem 4. Ostpreußischen Infanterie-Regiment und rangierte Kanienski am 2. April 1810 dem 2. Ostpreußischen Infanterie-Regiment ein. Mit diesem Verband nahm er 1812 an der Seite Frankreich während des Feldzug gegen Russland an den Kämpfen bei Tomoszna, Eckau, Grävelthal und Friedrichstadt teil.
In den Befreiungskriegen gegen Frankreich wurde Kamienski 1812/14 in den Gefechten bei Wittenberg, Luckau, La Chaussée und Montmirail, sowie in den Schlachten bei Laon und Paris eingesetzt. Bei Löwenberg wurde er verwundet und mit dem Eisernen Kreuz II. Klasse ausgezeichnet. Nach dem Krieg stieg Kamienski bis Mitte Oktober 1816 zum Kapitän und Kompaniechef auf. Vom 1. April 1820 bis 1. Juli 1821 war er zum  Infanterie-Lehr-Bataillon kommandiert. Ende Juni 1825 rückte Kamienski zum Kapitän I. Klasse auf. Mit seiner Beförderung zum Major wurde er am 30. März 1830 Kommandeur des III. Bataillons im 3. Landwehr-Regiment in Angerburg. Daran schloss sich ab dem 20. Januar 1837 eine Verwendung als Bataillonskommandeur im 1. Infanterie-Regiment an und in dieser Stellung erfolgte am 10. September 1840 seine Beförderung zum Oberstleutnant. Am 28. April 1842 beauftragte man ihn zunächst mit der Führung des 36. Infanterie-Regiment und ernannte Kamienski am 12. September 1842 zum Regimentskommandeur. Er avancierte am 22. März 1843 zum Oberst und erhielt am 18. Januar 1844 den Roten Adlerorden III. Klasse mit Schleife sowie am 23. September 1847 den St. Johanniter-Orden. Nachdem Kamienski am 13. Mai 1848 das Kommando über die 10. Landwehr-Brigade in Posen übernommen hatte, wurde er am 22. Juni 1848 dem 36. Infanterie-Regiment aggregiert und am 8. Mai 1849 zum Generalmajor befördert. Er nahm am 6. November 1851 seinen Abschied mit Pension und wurde am 25. Oktober 1857 mit seiner Pension zur Disposition gestellt.

### Familie
Kamienski verheiratete sich am 22. November 1822 in Königsberg mit Angelika Adelheid von Wrangel (1804–1888) aus dem Hause Kurkenfeld. Sie war eine Tochter des preußischen Generalleutnants August Friedrich Ludwig von Wrangel. Aus der Ehe gingen folgende Kinder hervor:
- Emma (1822–1836)
- Bertha (* 1824) ⚭ Philipp Selle, preußischer Premierleutnant
- Gustav Adolf Alexander (1829–1837)
- Clara Alexandrine (* 26. November 1832) ⚭ 1853 Paul von Hövell (* 7. August 1825)[1]